# Publi Claudi Pulcre (cònsol 249 aC)
Publi Claudi Pulcre (en llatí Publius Claudius APP. F. C. N. Pulcher) va ser un magistrat romà. Era el fill segon d'Appius Claudius C. F. APP. N. Caecus i el primer que va portar el cognomen Pulcre.
Va ser elegit cònsol l'any 249 aC amb Luci Juni Pul·le, i va dirigir la flota que va enviar reforços a Lilibèon. Desafiant els auguris va atacar la flota cartaginesa a la batalla de Drèpana, però va ser derrotat completament i va perdre tota la flota. Se'l va fer tornar a Roma en conseqüència i se li va demanar la designació d'un dictador i pel càrrec va elegir Marc Claudi Glícia (o Glícies), fill d'un llibert, designació que el senat va anul·lar.
Va ser acusat d'alta traïció i severament castigat segons uns o el judici es va aturar, segons altres. Si va ser això últim, més tard el van jutjar de nou i va haver de pagar una multa. No es va poder sobreposar a la seva desgràcia i va morir abans del 246 aC (probablement es va suïcidar).